# May River
May River är ett vattendrag i Australien. Det ligger i delstaten Western Australia, omkring 1 800 kilometer nordost om delstatshuvudstaden Perth.
Trakten runt May River är nära nog obefolkad, med mindre än två invånare per kvadratkilometer. Savannklimat råder i trakten. Genomsnittlig årsnederbörd är 1 222 millimeter. Den regnigaste månaden är februari, med i genomsnitt 329 mm nederbörd, och den torraste är augusti, med 1 mm nederbörd.